# Eleutherococcus wilsonii
Eleutherococcus wilsonii là một loài thực vật có hoa trong Họ Cuồng cuồng. Loài này được (Harms) Nakai mô tả khoa học đầu tiên năm 1924.